# 百寿镇
百寿镇，是中华人民共和国广西壮族自治区桂林市永福县下辖的一个乡镇级行政单位。
百寿镇位于永福县西北部，辖12个行政村（社区），总面积413.4平方公里，总人口3.6万人。百寿镇区位优势明显，北距山水名城桂林70公里，南离工业重城柳州110公里，306省道贯穿全境，镇内村村通公路。
百寿属于典型的喀斯特地貌。亚热带季风气候，四季分明，热量充足，雨量充沛，气候温和湿润，日照时数多年平均1595.6小时，辐射平均102.02千卡每平方厘米，年均气温18.8℃，年降雨量2000毫米，无霜期达350天，可谓冬无严寒，夏无酷暑。洛清江支流百寿河穿城而过，水质清澈，水量充沛。全镇资源丰富，物产富饶，盛产优质柑橙、罗汉果、香菇、木耳、冬笋等特产。

## 歷史
原名永寧縣，因與山西、江西、河南、貴州四省永寧縣重複，1914年改名古化縣，屬廣西桂林道。1933年改為百壽縣。後來併入桂林市永福縣，改名百壽鎮。

## 景点
百寿岩、明代永宁州古城、穿岩隋唐古道、永寿河

## 行政区划
百寿镇下辖以下地区：
寿城社区、东岸村、朝兑村、朝阳村、双合村、新隆村、白果村、江岩村、三河村、山南村、石龙村和双桥村。